# Literarische Gesellschaft Karlsruhe
Die 1924 gegründete Literarische Gesellschaft Karlsruhe e. V. (auch Scheffelbund) ist mit knapp 7000 Mitgliedern der größte literarische Verein in Mitteleuropa. Die literarische Gesellschaft unterhält im Karlsruher Prinz-Max-Palais das Museum für Literatur am Oberrhein, die Oberrheinische Bibliothek und ein Archiv, das auf den Nachlass Joseph Victor von Scheffels zurückgeht. Sie vergibt den Scheffelpreis für Abiturienten mit sehr guten Leistungen im Fach Deutsch in Baden-Württemberg, dem Saarland und in Rheinland-Pfalz und gibt die Literaturzeitschrift Allmende heraus.

## Geschichte
Der Deutsche Scheffelbund wurde ins Leben gerufen, um die Erinnerung an den Dichter Joseph Victor von Scheffel zu bewahren und seine Werke zu verbreiten.
Der Gründung vom 13. September 1924 in Heidelberg (vorbereitet durch Eck Freiherr von Reischach-Scheffel, 1. Vorsitzender Friedrich Panzer) war bereits am 26. Dezember 1889 die Gründung des Scheffelbundes Österreich in Mattsee bei Salzburg durch Anton Breitner (1858–1928) und 1891 die Gründung des Deutschen Scheffelbundes in Schwetzingen durch den Alt-Philologen und Schriftsteller Professor Joseph Stöckle (1844–1893), gebürtig aus Gutenstein im Donautal, vorausgegangen. Stöckle übernahm als Obmann die Führung. Das Protektorat der deutschen Abteilung übernahm der Erbgroßherzog Friedrich von Baden (1857–1928). Stöckle gelang es, bedeutende Dichter und Schriftsteller seiner Zeit zur Mitarbeit an den Jahrbüchern des Scheffelbundes zu gewinnen, wie z. B. Felix Dahn (1834–1912), Georg Ebers (1837–1898), Ludwig Eichrodt (1827–1892), Johannes Fastenrath (1839–1908), Marie Eugenie delle Grazie (1864–1931), Carl Friedrich Wilhelm Jordan (1819–1904), Otto Roquette (1824–1896) oder Peter Rosegger (1843–1918).
Stöckle definierte die Ziele des Scheffelbundes in den Akademischen Monatsblättern (IV Jg. Nr. 4, 25. Januar 1892; S. 68) so: „Kurz gesagt: den vaterländischen Dichter J. V. von Scheffel ehren, seine Werke verbreiten, Scheffel-Erinnerungen pflegen, später, wenn die Mittel hinreichen, auch Preise und Studienbeiträge für Studenten und Künstler aussetzen.“ Programmatisch, im Sinne von Scheffel, wollte der Bund „allen Klassenhaß und Massenhaß und Rassenhaß vermeiden“. So kam es, dass dem Scheffelbund, was zur damaligen Zeit nicht üblich war, Personen unterschiedlichster Herkunft und Konfession angehörten (ebda., S. 67).
Von der Machtergreifung der Nationalsozialisten war der Scheffelbund als Institution nicht berührt, da er sich in erster Linie weiterhin der Pflege des Werkes Scheffel widmete. 1939 wurde der Scheffelbund zwangsweise an das von der Reichsschrifttumskammer geführte Reichswerk Buch und Volk angegliedert. 1944 musste er kriegsbedingt seine Arbeiten einstellen. Ende 1945 nahm er mit Zustimmung der amerikanischen Besatzungsmacht als Volksbund für Dichtung, vormals Scheffelbund seine Aktivitäten wieder auf. Seitdem gehört auch die Pflege der Gegenwartsliteratur zu den Aufgaben des Scheffelbundes. 1972 erfolgte die Umbenennung in Literarische Gesellschaft (Scheffelbund).

## Chronologie
- 1889 wurde in Mattsee bei Salzburg durch Anton Breitner der Scheffel-Bund in Österreich gegründet.
- 1891 wurde in Schwetzingen durch Joseph Stöckle der Deutsche Scheffelbund gegründet, in dem später die österreichische Abteilung aufging.
- 1924 wurde in Heidelberg im Gasthaus zum Ritter durch Eck Freiherr von Reischach-Scheffel der (neue) Scheffelbund gegründet. Es wurde anlässlich der Gründungsversammlung bestimmt, dass das Scheffelarchiv, das Scheffelmuseum und die Geschäftsstelle des Bundes in Karlsruhe, dem Geburts- und Sterbeort des Dichters, erstehen sollten.
- 1926 wurde das Scheffelmuseum im Bibliotheksbau des Karlsruher Schlosses eröffnet.
- 1932 wurde im Palais Solms in Karlsruhe das Badische Dichtermuseum eröffnet, das als Kernstück die Scheffeldokumente umschloss.
- 1998 erfolgte der Umzug des Museums für Literatur am Oberrhein in das Karlsruher Prinz-Max-Palais.